# Grua collnegra
La grua collnegra (Grus nigricollis) és una espècie d'ocell de la família dels grúids (Gruidae) que habita aiguamolls i llacs de l'Altiplà tibetà al nord de l'Índia, Tibet i oest de la Xina.